# Калера (Алабама)
Калера (енгл. Calera) град је у америчкој савезној држави Алабама. По попису становништва из 2010. у њему је живело 11.620 становника.

## Демографија
Према попису становништва из 2010. у граду је живело 11.620 становника, што је 8.462 (268,0%) становника више него 2000. године.
| Група             | 2000.         | 2010.         |
| Белци             | 2.417 (76,5%) | 8.094 (69,7%) |
| Афроамериканци    | 629 (19,9%)   | 2.668 (23,0%) |
| Азијати           | 17 (0,5%)     | 75 (0,6%)     |
| Хиспаноамериканци | 60 (1,9%)     | 578 (5,0%)    |
| Укупно            | 3.158         | 11.620        |